# Gutenzell-Hürbel
Gutenzell-Hürbel là một xã ở huyện Biberach ở bang Baden-Württemberg thuộc nước Đức. Đô thị này có diện tích 37,86 km², dân số thời điểm 31 tháng 12 năm 2020 là 1880 người.